# Anyways
Anyways è un EP del gruppo pop punk statunitense The Starting Line, pubblicato nel 2016.

## Tracce
1. Anyways – 2:57
2. Quitter – 2:16
3. Luck – 4:01

## Formazione
- Kenny Vasoli – voce, basso
- Matt Watts – chitarra
- Mike Golla – chitarra, cori
- Tom Gryskiewicz – batteria, percussioni
- Brian Schmutz – tastiera, cori